# لوحة الصيادين
لوحة الصيادين أو لوحة صيد الأسد هي لوحة تجميلية تعود إلى حوالي 3100 قبل الميلاد من فترة نقادة الثالثة في مصر ما قبل التاريخ المتأخرة. اللوحة مكسورة: جزء منها موجود بالمتحف البريطاني وجزء في مجموعة متحف اللوفر.

## المحتوى
تُظهر لوحة الصيادين أيقونات معقدة لصيد الأسود بالإضافة إلى اصطياد الحيوانات الأخرى مثل الطيور والأرانب البرية وأنواع الغزلان؛ تم احتواء غزال واحد بحبل. الأسلحة المستخدمة في مطاردة العشرينيات هي القوس والسهم وصولجان الرمي وسكاكين الصوان والرماح. تزين واجهتان أيقونيتان ملتصقتان على شكل ثور أعلى اليمين جنبًا إلى جنب مع رمز يشبه الهيروغليفية يشبه «الضريح».

## تفاصيل

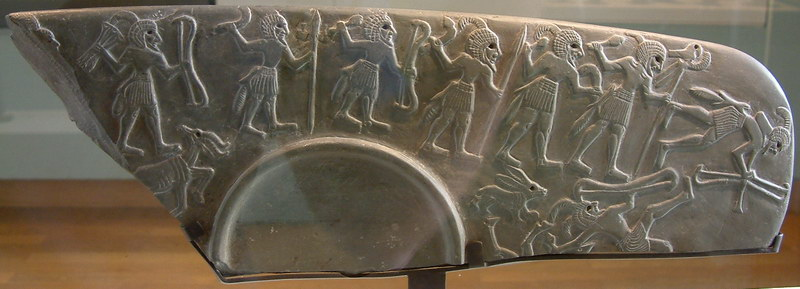
جزء من متحف اللوفر يظهر أسلحة مختلفة
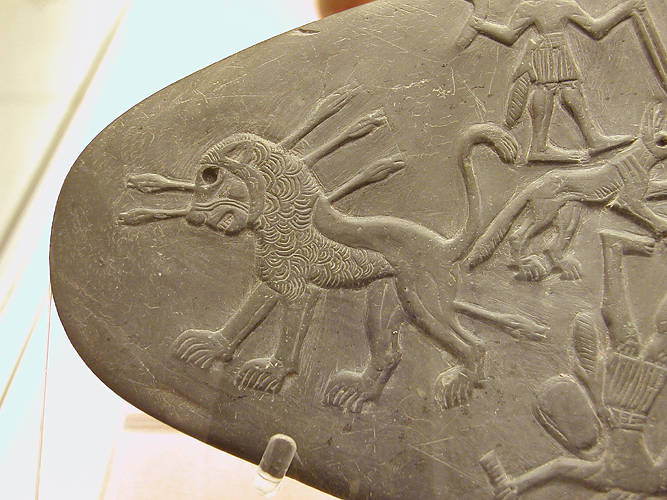
لوحة الصيادين، تفاصيل خاصة بجسم الأسد بالسهام.
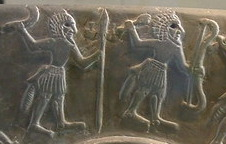
تفاصيل الصيادين